# Argélia nos Jogos Olímpicos de Inverno de 1992
A Argélia participou dos Jogos Olímpicos de Inverno de 1992 em Albertville, na França. Foi a primeira participação do país em Jogos Olímpicos de Inverno.

## Desempenho

### Esqui alpino
| Atleta           | Evento                   | Descida 1 | Descida 2 | Total   | Total |
| Atleta           | Evento                   | Descida 1 | Descida 2 | Tempo   | Pos.  |
| ---------------- | ------------------------ | --------- | --------- | ------- | ----- |
| Mourad Guerri    | Super G masculino        |           |           | 1:32.76 | 83º   |
| Kamel Guerri     | Super G masculino        |           |           | 1:38.94 | 90º   |
| Mourad Guerri    | Slalom gigante masculino | 1:28.34   | 1:51.99   | 3:20.33 | 85º   |
| Kamel Guerri     | Slalom gigante masculino | 1:28.85   | 1:34.92   | 3:03.77 | 80º   |
| Mourad Guerri    | Slalom masculino         | DNF       | DNF       | DNF     | DNF   |
| Allaoua Latef    | Slalom masculino         | DNF       | DNF       | DNF     | DNF   |
| Nacera Boukamoum | Super G feminino         |           |           | 1:56.07 | 48º   |
| Nacera Boukamoum | Slalom gigante feminino  | 1:32.66   | 1:31.80   | 3:04.46 | 42º   |

Legenda
| Recorde mundial      | Recorde mundial (World record)               |                       | Recorde africano                      | Recorde africano (African) |                                           | Q | Classificado por posição (Qualified) |
| Recorde olímpico     | Recorde olímpico (Olympic record)            | Recorde da América    | Recorde da América (Americas)         | q                          | Classificado por melhor tempo (Qualified) |   |                                      |
| Melhor marca do ano  | Melhor marca do ano (World leading)          | Recorde asiático      | Recorde asiático (Asian)              | DNS                        | Não largou (Did not start)                |   |                                      |
| Recorde nacional     | Recorde nacional (National record)           | Recorde europeu       | Recorde europeu (European)            | DNF                        | Não terminou (Did not finish)             |   |                                      |
| Recorde pessoal      | Recorde pessoal do atleta (Personal best)    | Recorde da Oceania    | Recorde da Oceania (Oceania)          | DSQ / DQ                   | Desclassificado (Disqualified)            |   |                                      |
| Recorde da temporada | Recorde da temporada do atleta (Season best) | Recorde sul-americano | Recorde sul-americano (South America) | NM                         | Sem marca (No mark)                       |   |                                      |